# Homothraulus misionensis
Homothraulus misionensis är en dagsländeart som först beskrevs av Peter Esben-Petersen 1912. 
Homothraulus misionensis ingår i släktet Homothraulus och familjen starrdagsländor. Inga underarter finns listade i Catalogue of Life.